# Баррон, Джон
Джон Баррон (англ. John Barron, 24 декабря 1920 — 3 июля 2004) — английский актёр. Хотя Баррон был известен на британском телевидении с 1950-х гг., он более известен по роли босса Перрина в комедии BBC «Падение и взлёт Реджинальда Перрина» (1976—1979) и ее продолжениях.

## Биография
Баррон родился 24 декабря 1920 года в Марилебоне, Лондон, Англия. С ранних лет интересовался актерским мастерством. С 1950-х годах он перешел на режиссёрскую должность, в течение которой познакомился с Леонардом Рассистером.
С середины 1950-х Джон стал больше заниматься телевидением, а затем и кино. За всю свою карьеру он также снимался в таких популярных сериалах как «Корона», «Поттер», «Тринадцать за обедом» и многих других.
Баррон женился на трёх актрисах: Джоан Стерндейл Беннетт, Джоан Порт и Хелен Кристи. Также имел две падчерицы. Баррон оставался активным в своей профессии до смерти в возрасте 83 года.

## Фильмография
- 1948 — Acacia Avenue — Майкл Карравей
- 1960 — Потопить «Бисмарк» — Сотрудник PRO
- 1961 — День, когда загорелась Земля — помощник редактора (в титрах не указан)
- 1962 — Джигсав — Рэй Тенби
- 1964 — Жанна д’Арк — архиепископ
- 1966 — Comedy Playhouse — Декан, Преподобный Лайонел Пью-Кричли
- 1966—1971 — All Gas and Gaiters (сериал) — Декан, Преподобный Лайонел Пью-Кричли
- 1967 — Деревенщина из Беверли-Хиллз — Шафер
- 1969 — Hadleigh (сериал) — Министр
- 1971 — Благовония для проклятых — Дипломат
- 1970—1972 — Doomwatch (сериал) — Министр
- 1973 — Гитлер: Последние десять дней — доктор Штумпфеггер
- 1976—1979 — Падение и взлёт Реджинальда Перрина (сериал) — Си Джей
- 1981 — Отелло (фильм)[уточнить] — герцог Венецианский
- 1983 — Столкновение привязанностей / Al-mas' Ala Al-Kubra — генерал Холдейн
- 1984 — Поймать короля — Сэр Уолберт Селби
- 1985 — Тринадцать за обедом — Лорд Джордж Эджвар
- 1981—1986 — Да, господин Премьер-министр (сериал) — сэр Ян Витворт, секретарь DHSS
- 1996 — The Legacy of Reginald Perrin (сериал) — Си Джей